# Bidi-Peulh-Todiam
Pour les articles homonymes, voir Bidi (homonymie).
Ne doit pas être confondu avec Bidi-Peulh-Thiou ou Bidi-Rimaïbé-Todiam.
Bidi-Peulh-Todiam est une localité située dans le département de Koumbri de la province du Yatenga dans la région Nord au Burkina Faso.

## Santé et éducation
Le centre de soins le plus proche de Bidi-Peulh-Todiam est le centre de santé et de promotion sociale (CSPS) de Bidi-Mossi tandis que le centre hospitalier régional (CHR) se trouve à Ouahigouya.
Le village possède une école primaire publique.